# Hydractinia aggregata
Hydractinia aggregata är en nässeldjursart som beskrevs av John Fraser 1911. Hydractinia aggregata ingår i släktet Hydractinia och familjen Hydractiniidae. Inga underarter finns listade i Catalogue of Life.